# Porocarcinoma eccrino
Il porocarcinoma eccrino è un tumore annessiale maligno che origina dal tratto intraepidermico dei dotti delle ghiandole sudoripare eccrine.

## Epidemiologia
Si tratta di un tumore raro che tuttavia risulta tra i più comuni carcinomi annessiali. Si presenta prevalentemente nell'anziano, in particolare nell'ottava decade. Le femmine sono più colpite dei maschi.

## Istologia
Si presenta come un aggregato di nidi e lobuli tendenti alla confluenza composti da piccole cellule di aspetto non basaloide e privi di palizzata periferica, caratteristiche che aiutano a distinguerlo da un carcinoma basocellulare. Queste lesioni possono però presentare differenziazione squamosa rendendo difficile la diagnosi differenziale con un carcinoma spinocellulare con differenziazione duttale. Spesso viene mantenuta una connessione con l'epidermide. Può riscontrarsi nel contesto di un poroma eccrino, tumore da cui origina in circa il 20% dei casi. La diagnosi differenziale viene effettuata dimostrando la presenza di differenziazione duttale tramite colorazioni immunoistochimiche quali CEA ed EMA.

## Clinica
Si presenta come una placca verrucosa, un grosso nodulo o una lesione polipoide che può raggiungere notevoli dimensioni, tende ad ulcerarsi e a persistere a lungo. In rari casi le lesioni possono essere multiple o pigmentate. Ha una predilezione per gli arti inferiori dove si localizza in quasi la metà dei casi. In circa il 20% dei casi le lesioni recidivano, nel 19% si verificano metastasi linfonodali loco-regionali e nell'11% dei casi metastasi a distanza. La prognosi è sfavorevole se vi sono numerose mitosi per campo, uno spessore > 7 mm e la presenza di metastasi linfonodali, vascolari o a distanza.

## Diagnosi
La diagnosi necessita di un esame istopatologico post-biopsia escissionale. Nei casi con significativa componenente infiltrante è utile la chirurgia micrografica di Mohs.

## Trattamento
La lesione deve essere rimossa tramite escissione chirurgica includendo ampi margini di cute apparentemente sana. In seguito è necessario un follow-up data la capacità di recidiva del tumore.